# Mzansi Tour
El Mzansi Tour es una carrera ciclista profesional por etapas sudafricana, que se disputa en el mes de abril. 
Su primera edición fue en 2013 perteneciendo al UCI Africa Tour, dentro de la categoría 2.2 (última categoría del profesionalismo).

## Palmarés
| Año  | Ganador                    | Segundo           | Tercero           |
| ---- | -------------------------- | ----------------- | ----------------- |
| 2013 | Robert Hunter              | Julien Antomarchi | Fortunato Baliani |
| 2014 | Jacques Janse Van Rensburg | Louis Meintjes    | Merhawi Kudus     |

## Palmarés por países
| País      | Victorias |
| --------- | --------- |
| Sudáfrica | 2         |